# قلب فرشته
قلب فرشته (به انگلیسی: Angel Heart) فیلمی محصول سال ۱۹۸۷ به کارگردانی آلن پارکر است. در این فیلم بازیگرانی همچون میکی رورک، رابرت دنیرو، لیزا بونت، شارلوت رمپلینگ، استوکر فونتیله، مایکل هیگینز، چارلز گوردون، بروین مک‌گیل و دن فلارک ایفای نقش کرده‌اند.